# Port de Kiel
El Port de Kiel és un port del Mar Bàltic a la ciutat de Kiel. Té tres parts, el port marítim situat a la riba de llevant de la badia del Kieler Förde, el port interior a ambdós costats del terminal del canal de Kiel al barri d'Holtenau, i el port de la ciutat Stadthafen, principalment per als transbordadors prop de l'estació central. A més del port comercial, també hi ha un important port militar de l'exèrcit alemany.
Després que la primera línia regular entre Kiel i Copenhaguen amb el Caledonia, un transbordador a vapor que es va estrenar el 1819, el port va continuar desenvolupant-se. Té un intens trànsit de transbordadors de mercaderies, cotxes i passatgers cap als països escandinaus i bàltics. L'any 2017 s'hi van tractar 6,1 milions de tones de mercaderies. Els transbordadors van transportar 1,6 milions de passatgers. A més, 513.906 creueristes van amarrar amb 143 vaixells.